# فيلي بيترز
فيلي بيترز (بالهولندية: Willie Peeters)‏ هو فنان قتال مختلط هولندي، ولد في 26 أكتوبر 1965 في نايميخن في هولندا.

## وصلات خارجية
- فيلي بيترز على موقع شيردوغ (الإنجليزية)
- فيلي بيترز على موقع IMDb (الإنجليزية)